# 藩侯
藩侯（德語：Markgraf），另译方伯、边境伯爵，是神圣罗马帝国爵位的一种。藩侯的历史可追溯到查理曼时期。查理曼曾将一些边境的重要地区设立“马克”（边区），并委任藩侯进行统治。
藩侯的德语词字面意思是“边区的伯爵”，职责是管理边区、保卫神圣罗马帝国的边境。不过后来一些领地并不位于边境地区的封建领主也获得藩侯爵位，例如1112年获封巴登藩侯的赫爾曼二世领地就并不在神圣罗马帝国的边境地区。
勃兰登堡的阿尔布雷希特一世1157年获封神圣罗马帝国藩侯。他开创的勃兰登堡藩侯国是普鲁士王国的前身。